# Choca-de-cauda-pintada
Choca-de-cauda-pintada (nome científico: Thamnophilus melanothorax) é uma espécie de ave pertencente à família dos tamnofilídeos. Pode ser encontrada principalmente nas Guianas orientais, no Suriname e na Guiana Francesa; também em certas regiões do Brasil.
Seu nome popular em língua inglesa é "Band-tailed antshrike".